# George Arundale

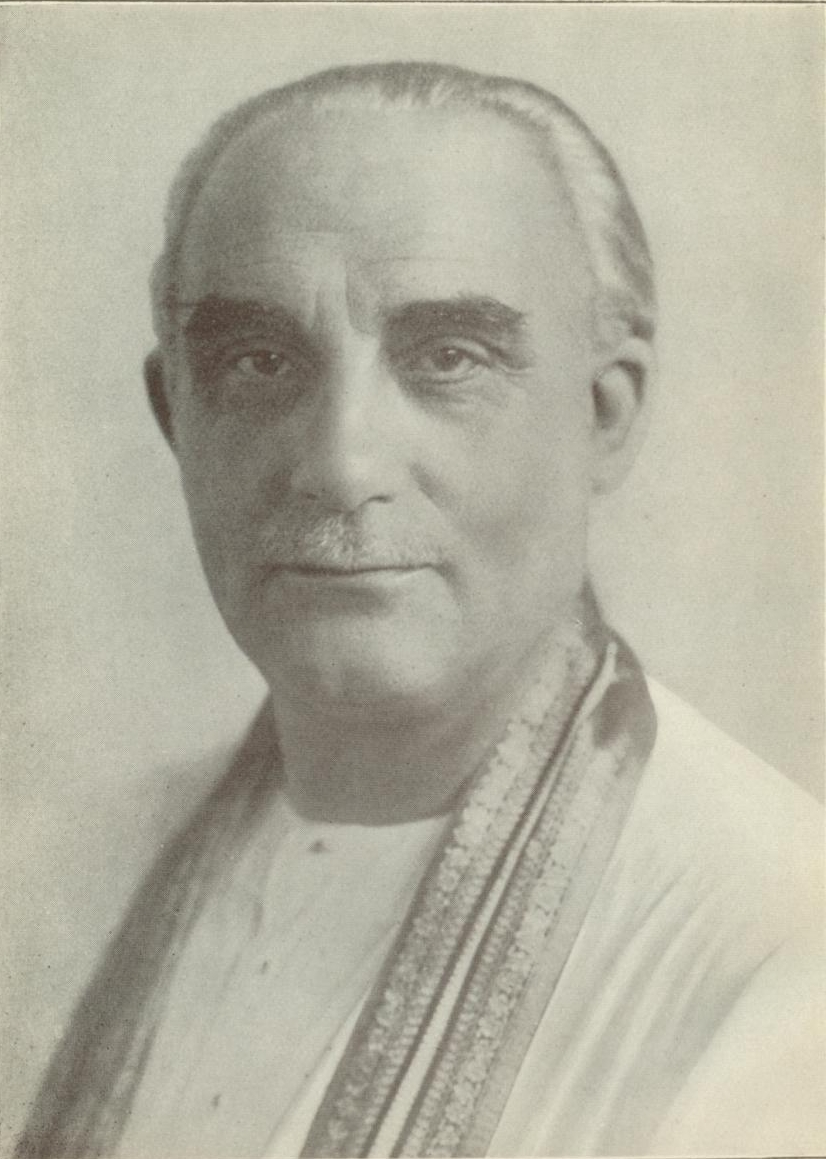
George Arundale in 1940

George Arundale (Wonersh, (Surrey), 1 december 1878 – Adyar (Madras), 12 juli 1945) was een Britse theosoof en publicist.

## Levensloop
Op jonge leeftijd kreeg Arundale onderricht van Charles Webster Leadbeater.
In 1902 vertrok hij naar India en werd leraar aan het Central Hindu College in Benares. Later zou hij in deze school directeur worden.
Samen met Annie Besant en Bahman Pestonji Wadia organiseerde hij, vanaf 1917, de National University of India. In 1920 huwde hij Rukmini Devi Arundale. In 1934 richtte hij in Adyar, de Besant Memorial School op. Maria Montessori werd naar India gehaald waar ze les gaf. Montessori oefende een grote invloed uit op de school.
Samen met zijn vrouw Rukmini Devi richtte hij in 1936, de Kalakshetra dansschool op. Arundale reisde de hele wereld rond, in gezelschap van zijn vrouw. Hij was ook werkzaam voor de Wereldfederatie van Jong Theosofen en was leider en eerste voorzitter van een theosofisch radiostation in Australië.
Van 1934 tot 1945 was hij de derde internationale president van de Theosofische Vereniging.
Hij was tevens bisschop in de Vrij-Katholieke Kerk.
Arundale is auteur van een reeks boeken over theosofie en mystiek.

## Werken
- Adventures in Theosophy
- The bedrock of Education
- A fragment of Autobiography
- From Visible to Invisible Helping
- Gods in the Becoming
- Kundalini An Occult Experience
- The Light Bell
- The Lotus Fire
- Mount Everest
- Nirvana
- Peace and War
- A short History of The Theosophical Society
- The Spirit of Youth
- Theosophy as Beauty
- Thoughts of the Great
- Under the Weather
- Understanding Godlike
- You